# Apterygida media
Apterygida media — европейский вид семейства настоящие уховёртки.

## Распространение
Распространение Apterygida media простирается от юга Швеции на севере до Греции на юге и от Португалии на западе до Украины на востоке. Это один из четырех местных видов уховерток в Соединенном Королевстве, хотя были завезены еще три вида. В Соединенном Королевстве он встречается только на юго-востоке, где климат наиболее континентальный. Он широко распространен в Восточном Кенте, а также встречается в Эссексе и Саффолке. Возможно, этот вид попал в Великобританию через сухопутный мост через Северное море, известный как Доггерленд.

## Таксономия
Apterygida media была впервые описана Якобом Иоганном Хагенбахом под названием Forficula media. Его описание появилось в работе 1822 года Insectorum Helvetiae.

## Описание
Apterygida media имеет короткие крылья и надкрылья. Он окрас тела красновато-коричневый, конечности жёлтые.

## Экология
Считается, что Apterygida media была обычным насекомым в посадках хмеля Кента до введения пестицидов. В настоящее время он встречается главным образом в теплых живых изгородях и опушках леса, особенно на клёне полевом (Acer campestre).